# Dädesjö
Dädesjö é uma pequena localidade (småort) da província histórica da Småland, no sul da Suécia. Está localizada a 25 km a nordeste da cidade de Växjö. É uma povoação com raízes medievais, criada em volta da velha Igreja de Dädesjö.

Pertence à comuna de Växjö, no condado de Kronoberg.

Tinha uma população de 143 habitantes em 2018.

É conhecida pela Igreja de Dädesjö, uma igreja românica de pedra do século XIII, com pinturas medievais no teto de madeira, mostrando cenas bíblicas da época do nascimento e vida de Jesus.

## Etimologia
O nome geográfico Dädsjö deriva do nome de um antigo lago chamado Dällingen, em alusão a um corpo de água com ”águas paradas”.
A localidade está mencionada como Dædhisio, em 1379.

## Galeria

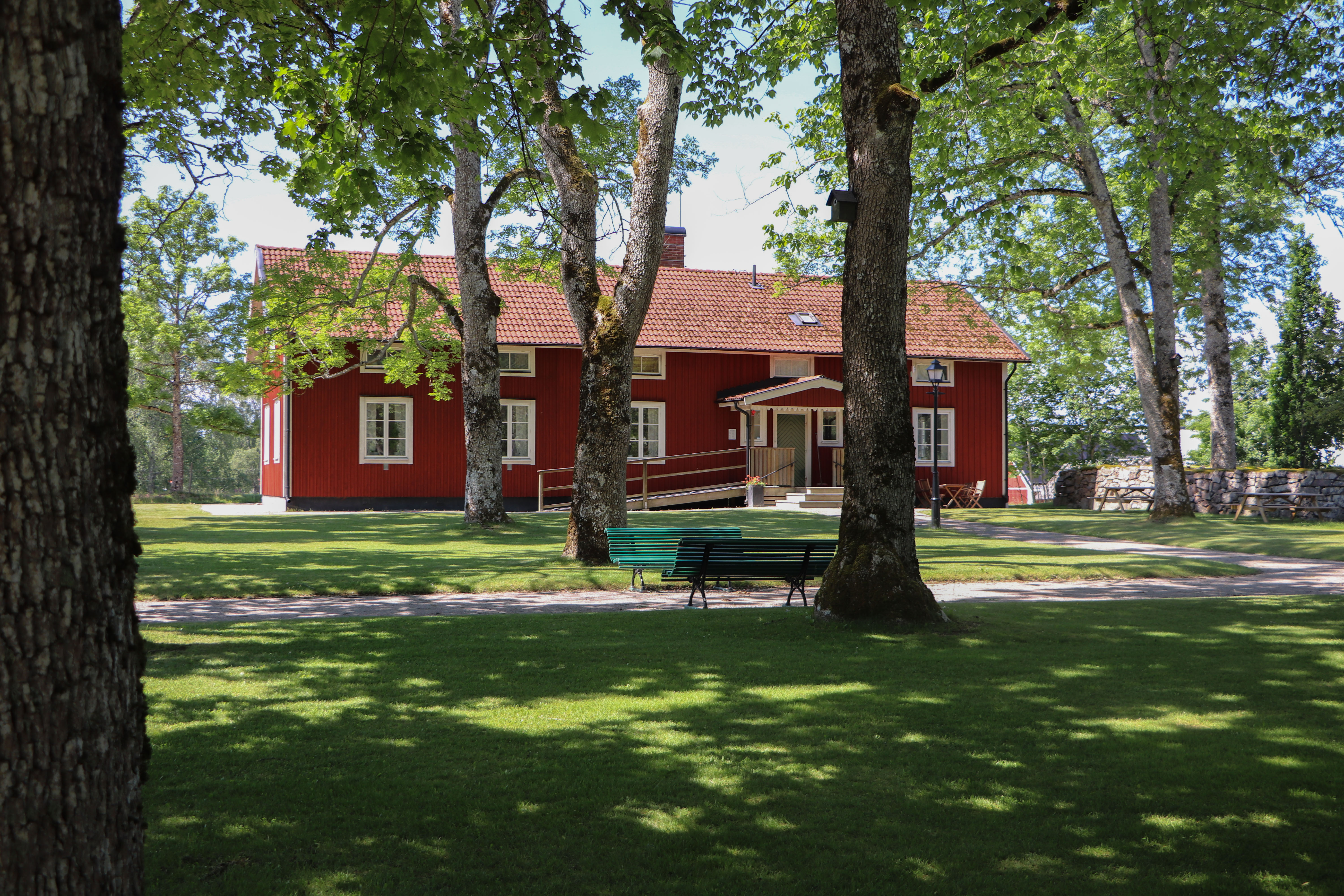
A casa da paróquia de Dädesjö
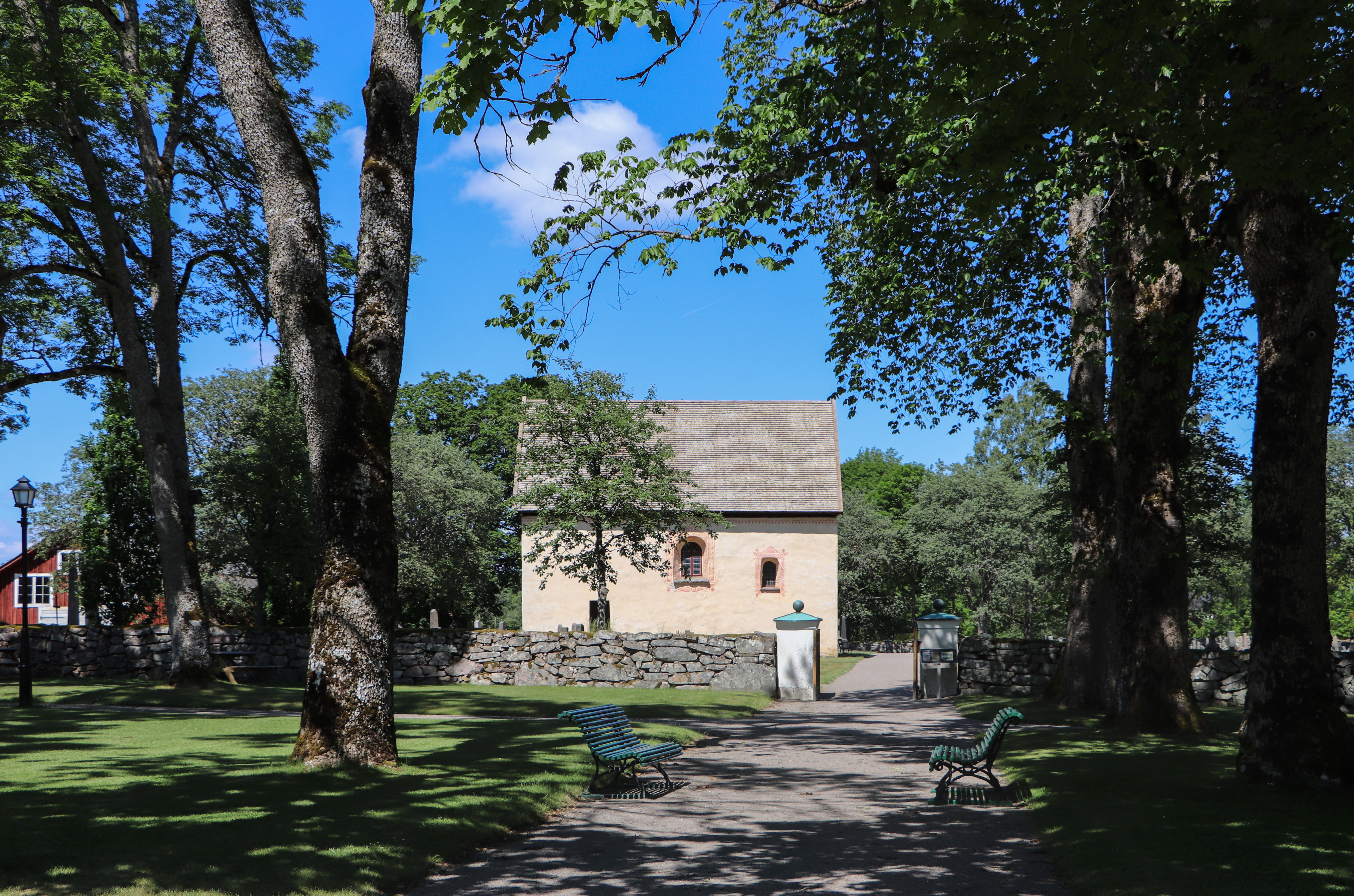
A velha igreja
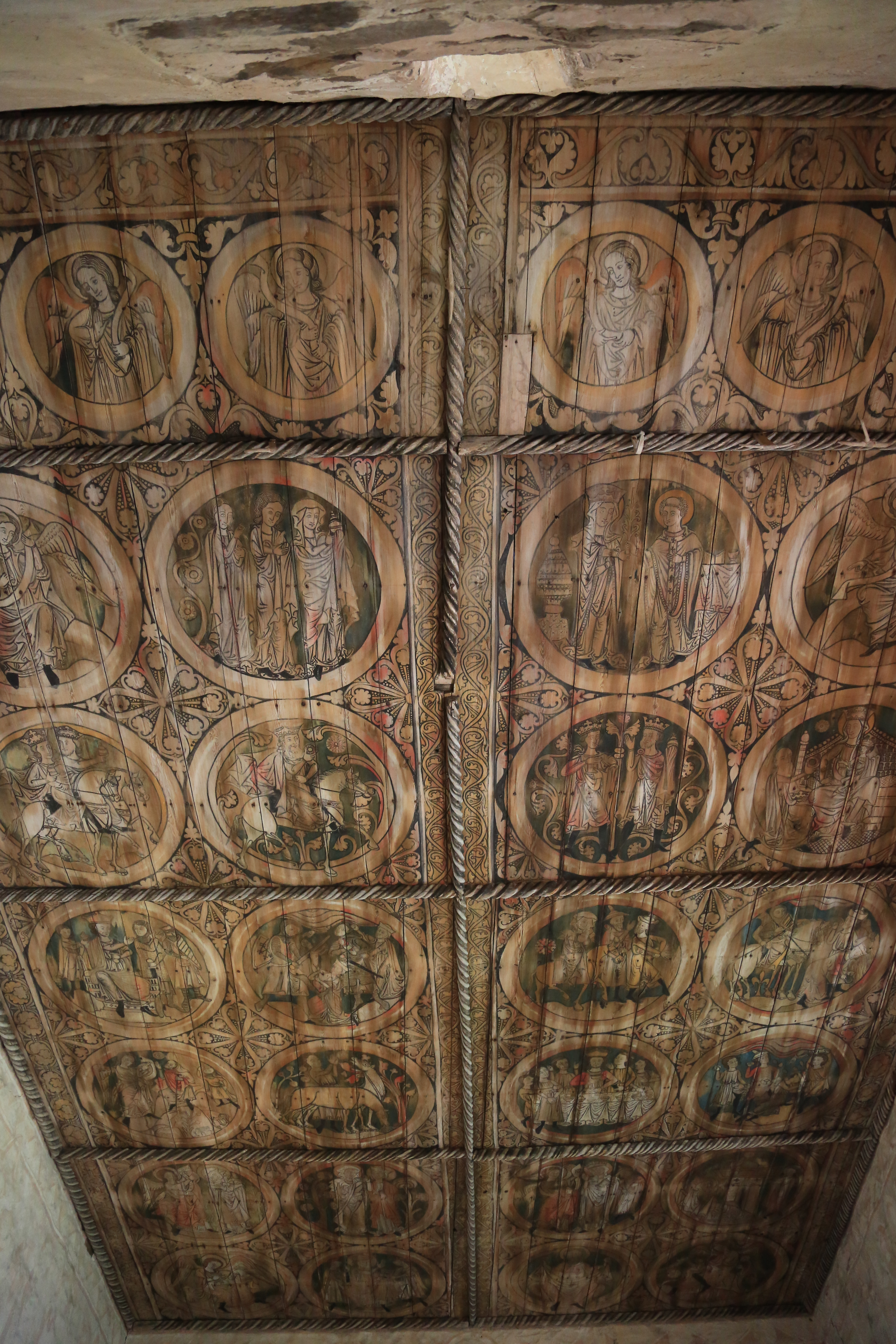
Teto em madeira da velha igreja
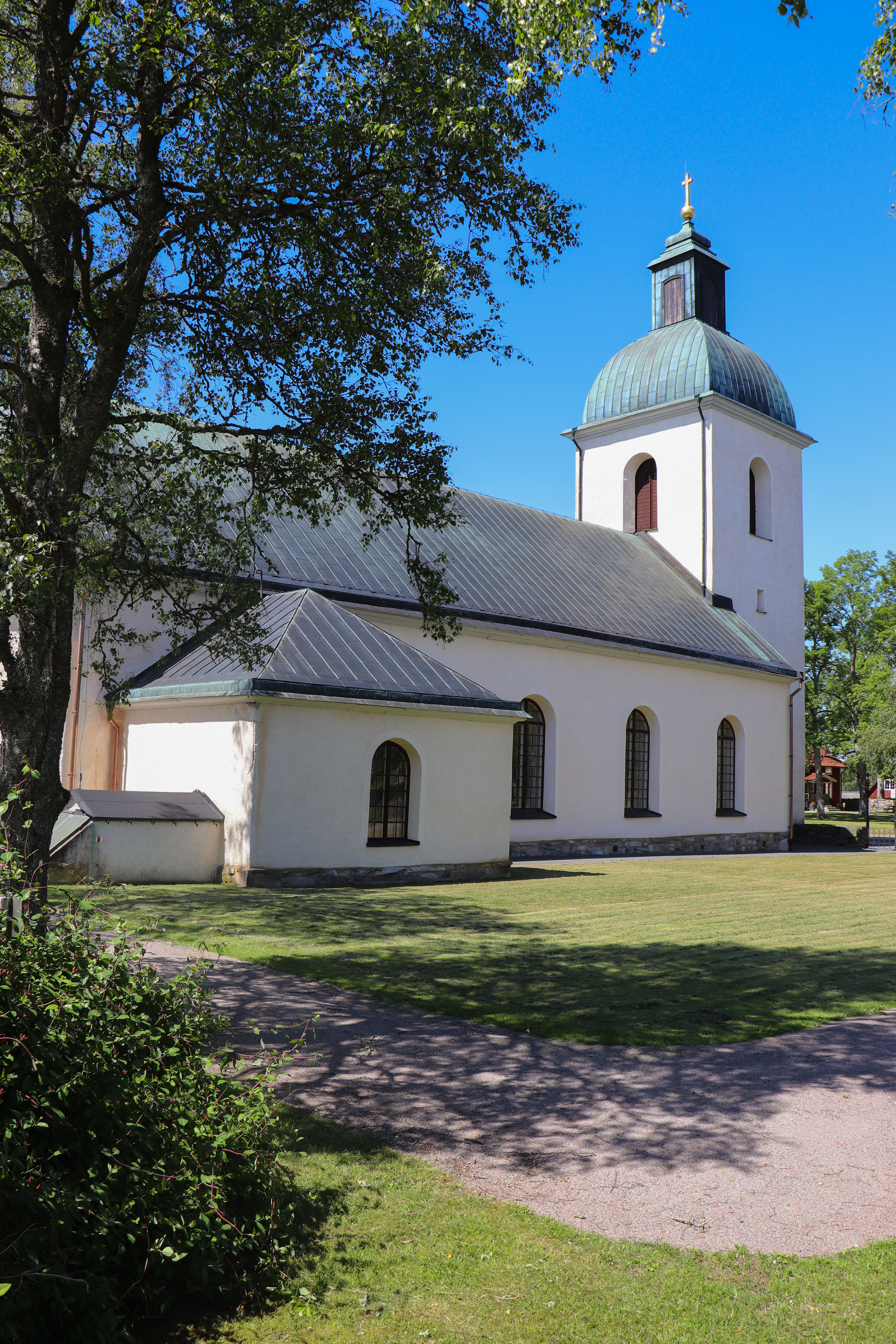
A nova igreja